# Michel Frank
Michel Albert Frank (Rio de Janeiro, 1951 - Zurique, Suíça, 19 de setembro de 1989) foi um milionário de nacionalidade brasileira e suíça, filho do industrial Egon Frank, dono da fábrica de relógios Mondaine. Michel Frank tornou-se conhecido em 1977 por seu envolvimento no assassinato de Cláudia Lessin Rodrigues juntamente com o amigo e cabeleireiro Georges Khour. Frank era viciado em drogas, principalmente cocaína, desde os 16 anos.

### O crime
Claudia foi violentada e estrangulada após uma festa ocorrida na casa de Frank onde drogas eram fartamente consumidas. O corpo de Cláudia foi encontrado nu na manhã do dia 26 de julho de 1977, no rochedo do Chapéu dos Pescadores, na avenida Niemeyer, no Rio de Janeiro. O rosto estava completamente desfigurado e o corpo amarrado por arame e preso a uma mala cheia de pedras. O detetive Jamil Warwar foi encarregado do caso e descobriu tudo em apenas 48 horas. Segundo Warmar  “Houve um embalo de tóxico na casa de Frank. No dia seguinte, Frank e Kour, cheios de cocaína, caminhavam em cima da mureta da avenida Niemeyer e resolveram então estuprá-la ali mesmo. Ela resistiu, ameaçou denunciar o que vira no apartamento no dia anterior (Michel vendendo bastante pó).” Após o assassinato, Frank e Khour tentaram se livrar do corpo, porém foram vistos por um operário que residia no local.
O assassinato de Claudia Lessin Rodrigues inspirou o filme O Caso Cláudia, de 1979, estrelado por Kátia d'Angelo, Nuno Leal Maia e Jonas Bloch.

### Prisão e fuga
Egon Frank usa sua influência econômica para tentar abafar o caso de assassinato envolvendo seu filho, Michel Frank, porem, o rapaz é condenado e em fase recursal consegue aguardar a decisão Justiça em liberdade. Vigiado 24 horas por policiais da Civil. Frank conseguiu fugir em um de seus banhos de mar em Copacabana. Nadando até uma lancha Frank fugiu para a Suíça onde lá viveu por 12 anos até ser assassinado pela quadrilha internacional da qual pertencia e tinha envolvimento.
Em 1989, Michel Frank foi encontrado morto, com seis tiros na cabeça na garagem do prédio em que morava. As razões de sua morte ainda são obscuras, mas suspeita-se que foi devido ao seu envolvimento com o tráfico de drogas.